# Ojoceratop
L'ojoceratop (Ojoceratops) és un gènere de dinosaure ceratop que va viure en al Cretaci superior en el que actualment és Nou Mèxic. L'espècie tipus és Ojoceratops fowleri.